# Musik von Harmonia
Musik von Harmonia — дебютний альбом впливового німецького краут-рок гурту Harmonia, випущений у січні 1974 року лейблом Brain Records. Сформований після приєднання гітариста Neu! Міхаеля Ротера до Cluster (дуету Ганса-Йоахіма Роделіуса та Дітера Моебіуса), гурт записував альбом з червня по листопад 1973 року у студії звукозапису Cluster у німецькому Форсті. Він був самостійно спродюсований групою за допомогою примітивного мікшера і трьох магнітофонів.

## Передумови
У 1973 році учасники гурту Cluster жили в західнонімецькому селі Форст, коли їх відвідав гітарист Neu! Міхаель Ротер, сподіваючись, що вони можуть виступити супроводжуючою групою для концертів Neu!. Після джему з Моебіусом і Роделіусом, Ротер стверджував, що «це було щось на кшталт музичного кохання з першого погляду, насправді […] це було щось таке, чого я ніколи не відчував раніше.» Він відмовився від своїх планів і залишився в Форсті для запису з дуетом під назвою Harmonia. Ротер також привіз з собою частину свого обладнання, включаючи органи Farfisa, стерео-мікшер і драм-машину Elka Drummer One.
Обкладинка платівки була розроблена Моебіусом у стилі попарт і нагадує рекламу миючого засобу.

## Реліз
Вперше альбом вийшов на лейблі Brain Records у 1974 році. У 1979 році альбом був перевиданий лейблом Brain під назвою Dino з іншою обкладинкою. У 1992 році відбувся офіційний реліз на CD від німецького лейблу Polygram, який було досить швидко видалено. У 1994 році з'явилися диски на German Polygram. Ця сумнівна компанія, що нібито базувалася в Люксембурзі, випустила численні альбоми в стилі краут-рок без належного дозволу і без виплати роялті, фактично виробляючи бутлеги, які якимось чином потрапляли до мейнстрімної дистрибуції. Компакт-диски Germanofon були переписані з вінілових платівок і, як правило, мали гіршу якість звуку.
Наприкінці 1990-х і на початку 2000-х були офіційні японські релізи (знову ж таки від Polygram), але наступний офіційний західний реліз відбувся лише 23 лютого 2004 року на лейблі Motor Music, дочірньому лейблі Universal Music Group (який тим часом перейняв на себе права Polygram). Він також був перевиданий у 2005 році російським лейблом Lilith, а у 2007 році — лейблом Revisited Records.

## Відгуки критиків
У рецензія Неда Раггетта для AllMusic вказано: «Дебютний альбом Harmonia — це одночасно і продукт їхніх першоджерел, і прекрасний новий поворот на них, в результаті чого виходить музика, яка відображає те, що для багатьох є ідеалом краут-року…» Він додає: «…вона одночасно грайлива і туманна, стабільна і механічна, свого роду супергурт, який легко досягає і підтримує такий, здавалося б, завищений статус, використовуючи різноманітні підходи, які творять чудеса». Uncut назвав альбом і його наступник 1975 року Deluxe «одним з найкращих, що міг запропонувати краут-рок, м'якшим, ніж Can або Faust, але з їх мерехтливими клавішами і механічними ритмами, настільки ж переконливим». Artforum описав альбом як «серію звукових віньєток, в яких анархічні імпульси Kluster/Cluster були вдосконалені і направлені в контрольовану, аполлонівську механіку і повторювані електронні мелодії з м'якими, синтетичними текстурами».
Pitchfork стверджував, що дебют гурту «був точною зустріччю їх складових частин — моторошної краси Роделіуса, відчуття напруги Меобіуса, холодного дослідження Ротера — з рівним внеском кожного учасника в звучання». Як повідомляється, саме Musik von Harmonia змусив Браяна Іно проголосити Harmonia «найважливішим рок-гуртом у світі» на той час. Даніель Думич пише: «Можливо, причиною того, що Іно так високо оцінив Harmonia, було те, що їхня музика відповідала вимогам ембієнт-року. Їх музика однаково добре підходила як для активного, так і для пасивного прослуховування. Уважний слухач знаходив винагороду за свою увагу в музичних діях і звуках, але музика Harmonia також була здатна створювати звукове середовище».
Музикант, письменник та історик року Джуліан Коуп включив Musik von Harmonia до своїх 50 найкращих альбомів у стилі краут-рок.

## Трек-лист
Всі пісні написані Міхаелем Ротером, Гансом-Йоахімом Роделіусом та Дітером Моебіусом.
| #  | Назва           | Тривалість |
| -- | --------------- | ---------- |
| 1. | «Watussi»       | 6:00       |
| 2. | «Sehr Kosmisch» | 10:50      |
| 3. | «Sonnenschein»  | 3:50       |
| 4. | «Dino»          | 3:30       |
| 5. | «Ohrwurm»       | 5:05       |
| 6. | «Ahoi!»         | 5:00       |
| 7. | «Veterano»      | 3:55       |
| 8. | «Hausmusik»     | 4:30       |

## Персоналії
Harmonia
- Ганс-Йоахім Роделіус — орган, піаніно, гітара, електрична перкусія
- Міхаель Ротер — гітара, піаніно, орган, електрична перкусія
- Дітер Моебіус — синтезатор, гітара, електрична перкусія